# بيلي لوت
بيلي لوت (بالإنجليزية: Billy Lott)‏ هو لاعب كرة قدم أمريكية أمريكي، ولد في 8 نوفمبر 1934 في سومرال في الولايات المتحدة، وتوفي في 15 مايو 1995.

## وصلات خارجية
- بيلي لوت على موقع مرجع كرة القدم المحترفة.كوم (الإنجليزية)